# 紅棉路

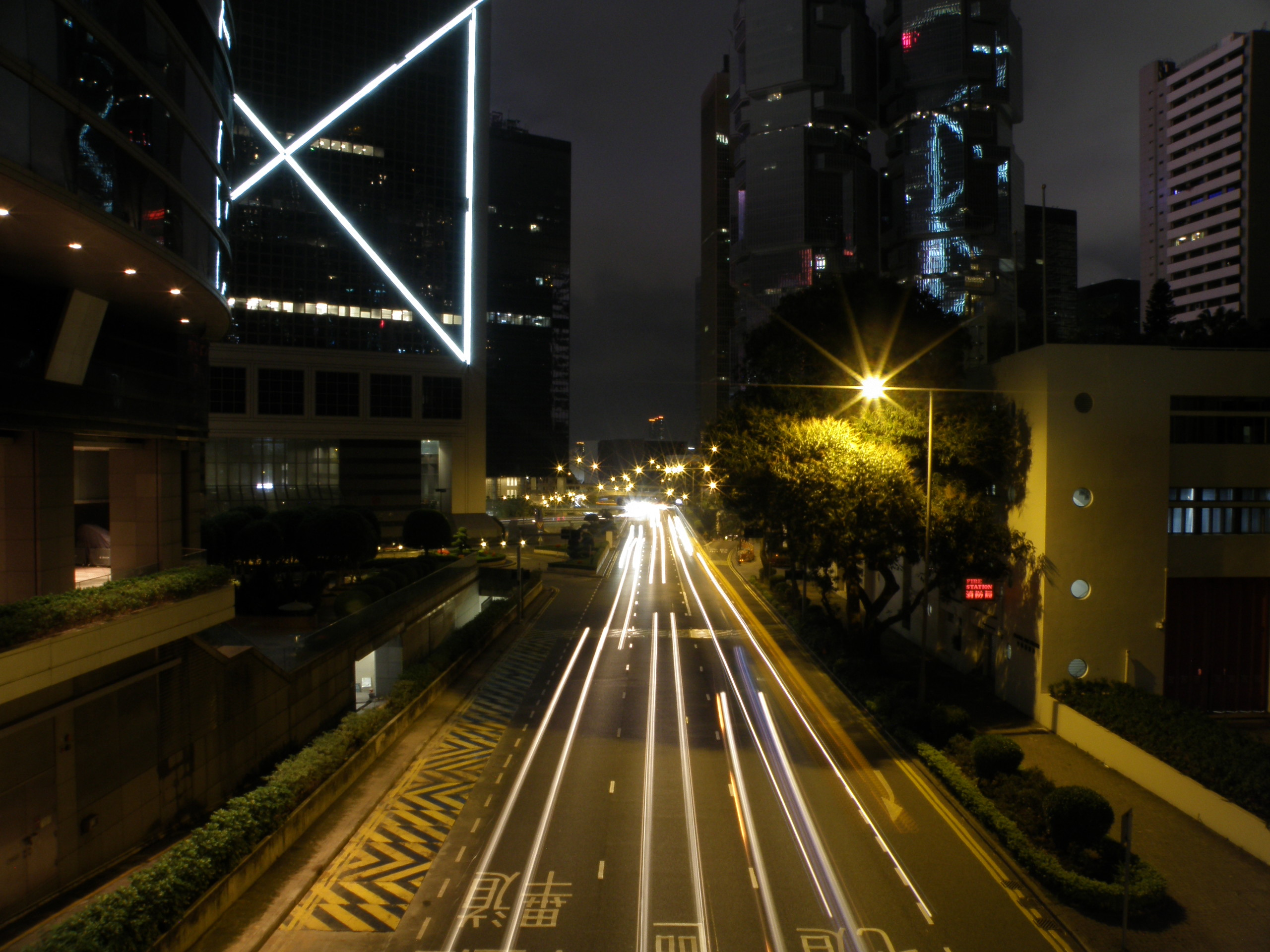
紅棉路夜景

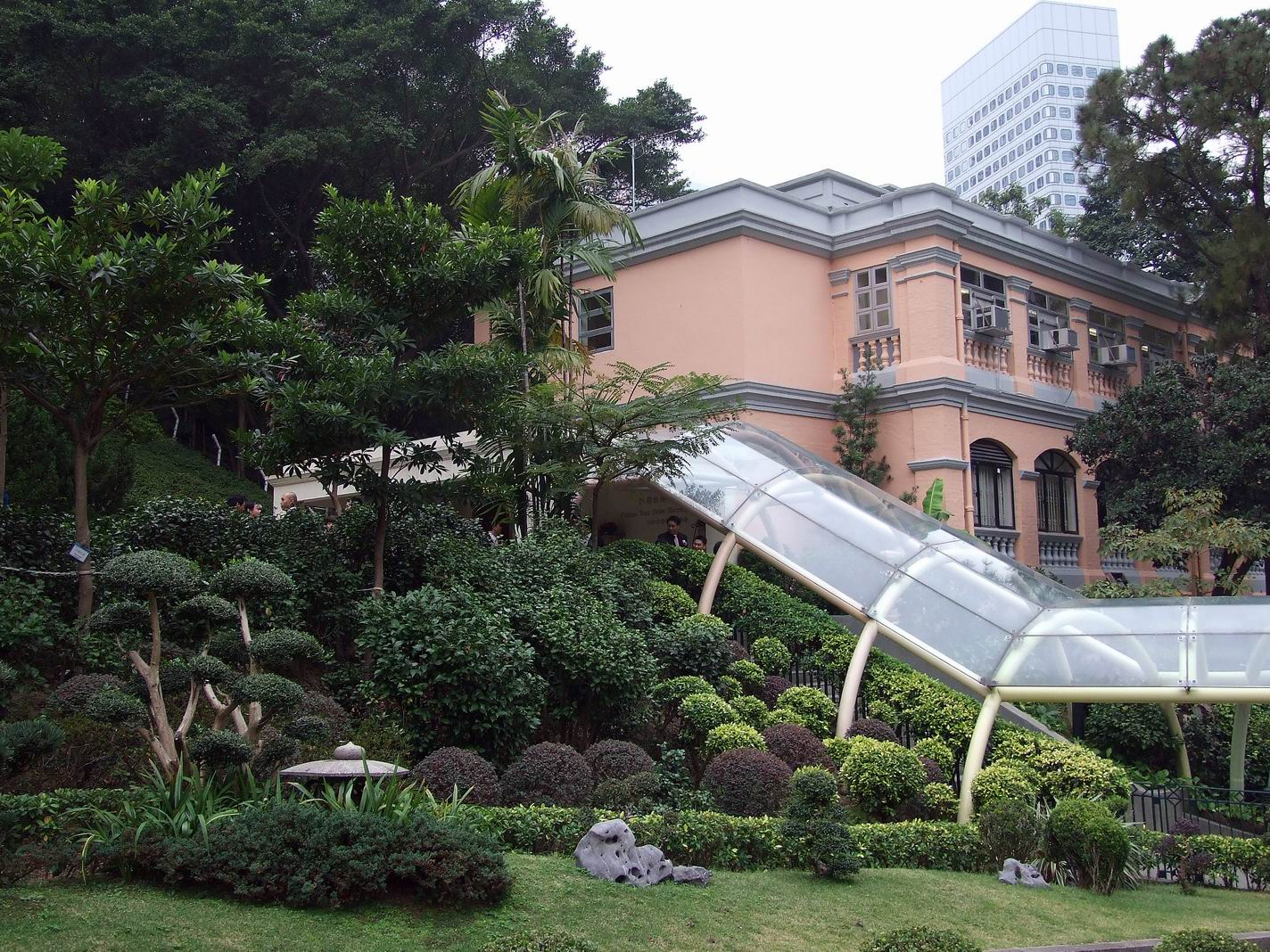
位於羅連信樓的紅棉路婚姻註冊處

紅棉路（英語：Cotton Tree Drive），是由香港港島金鐘前往中半山的一條交通幹線。它起始自山下東行線車道的金鐘道交匯處，及金鐘道西行線車道，而山上尾段分叉接駁到堅尼地道西段，及花園道的南段（近香港動植物公園東面出口）。
紅棉路舊稱木棉徑（英語：Kapok Drive），其名字是因為該處的木棉樹而得名。

## 沿路著名景點
紅棉路因為途經的紅棉路婚姻註冊處而著名，在香港幾近成為結婚勝地的代名詞。這處的政府婚姻註冊處是粉紅色的，它在香港公園的西面，有露天停泊花車區。
其他景點：
- 香港公園
- 花旗銀行大廈
- 美利大廈
- 美國銀行中心
- 中銀大廈
- 聖若瑟書院
- 力寶中心
- 山頂纜車花園道總站
- 遠東金融中心

## 交匯道路
- 馬己仙峽道
- 麥當勞道
- 上亞厘畢道
- 堅尼地道
- 花園道
- 下亞厘畢道
- 花園道
- 干諾道中
- 夏愨道

## 圖片

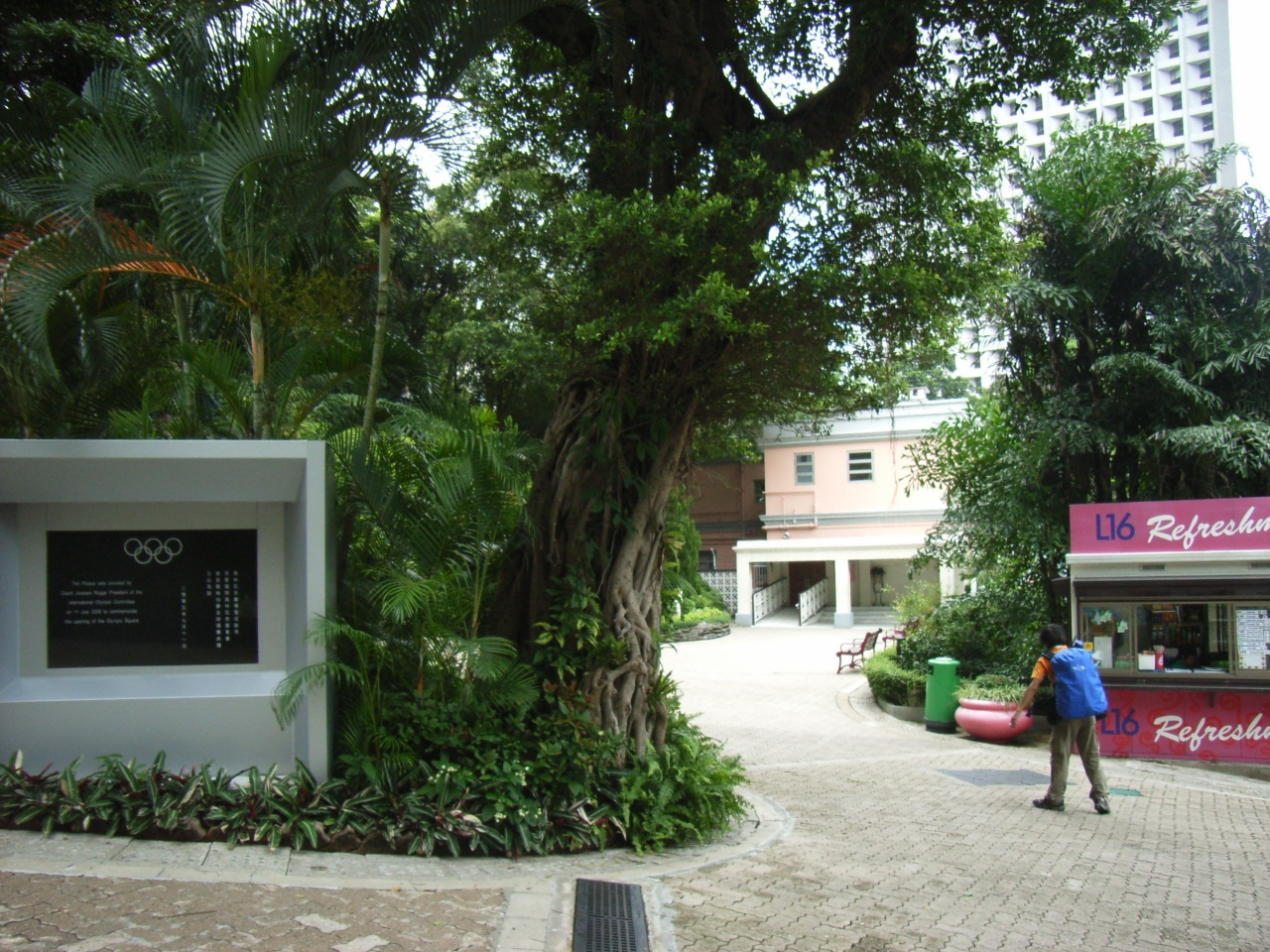
紅棉路婚姻註冊處在香港公園內
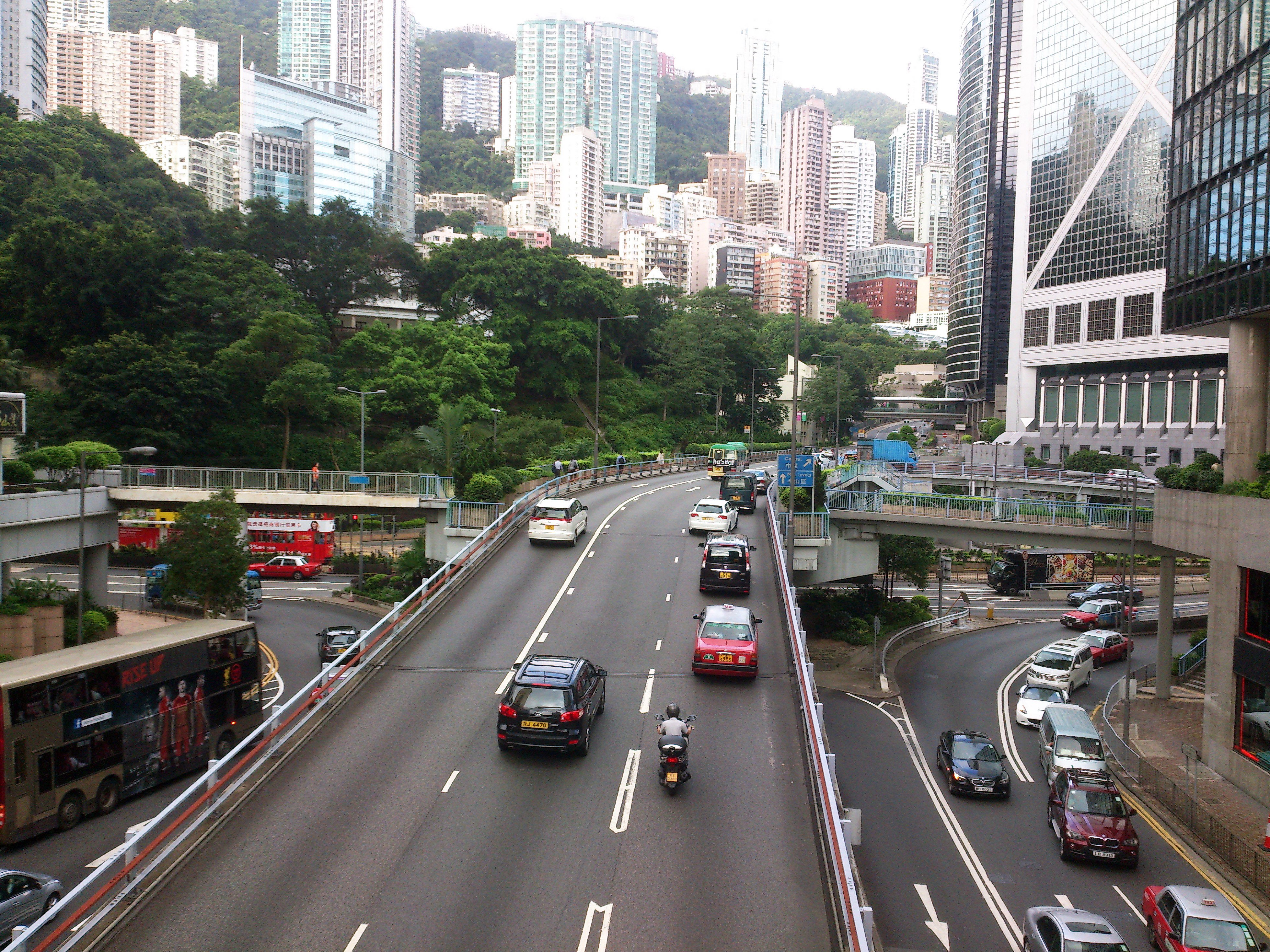
紅棉路往中半山的天橋
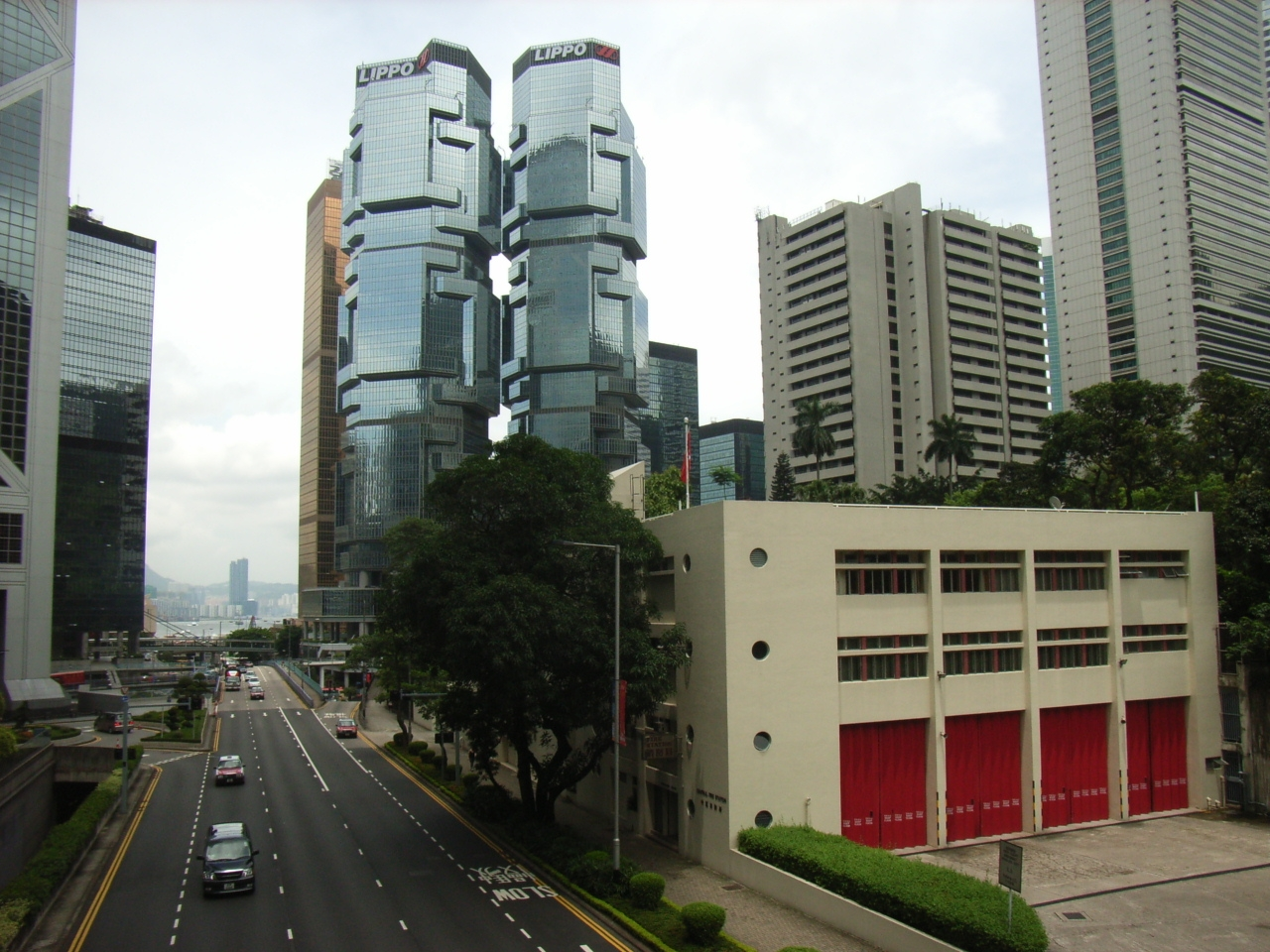
由香港公園望山下紅棉路，有位於東邊的消防局及力寶中心

## 「霆鋒彎」

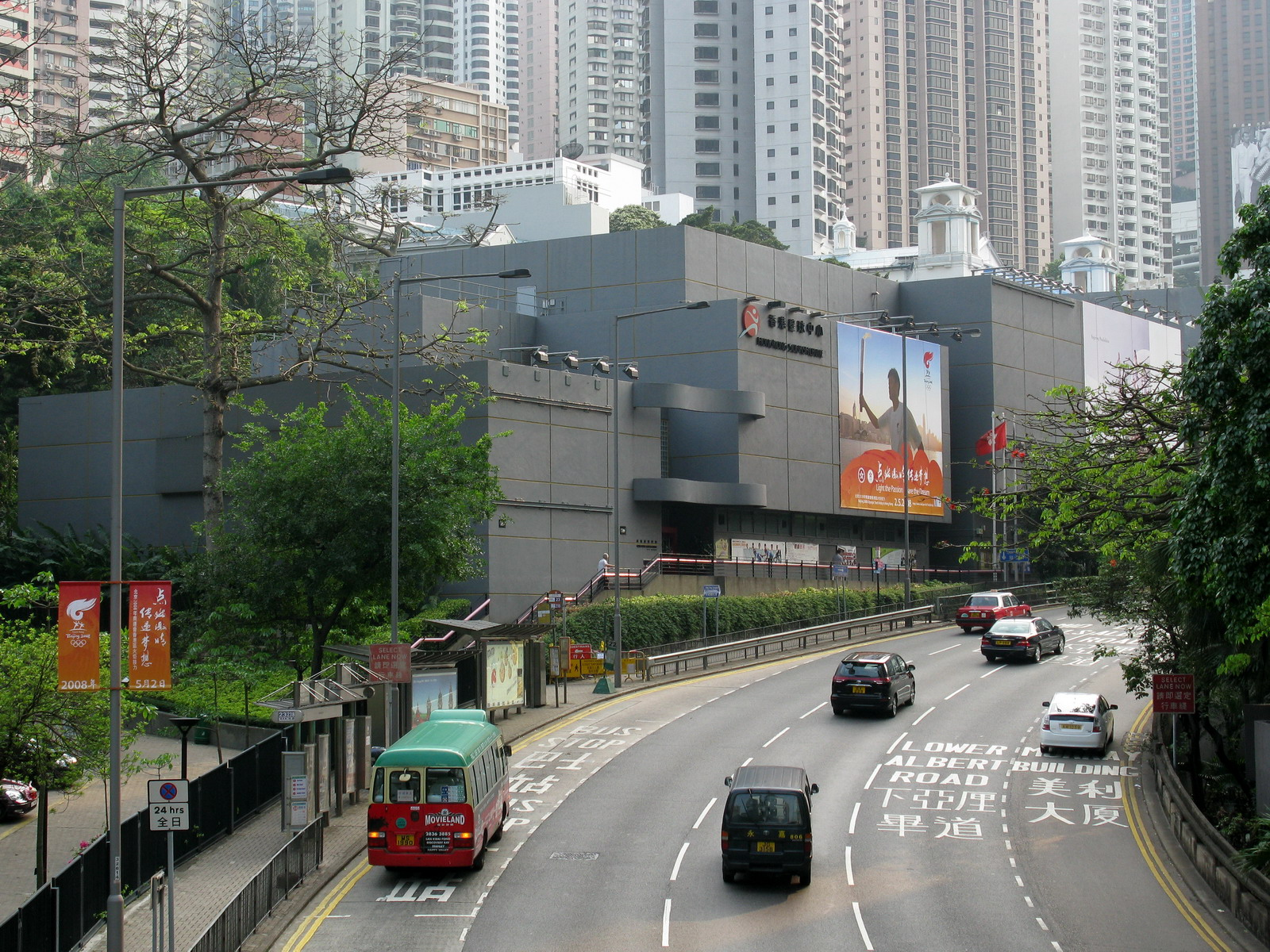
有「霆鋒彎」之稱的一段紅棉路

「霆鋒彎」，指紅棉路美利大廈對開上斜路段，名字沿自2002年3月藝人謝霆鋒曾於該彎位駕駛法拉利F360 Modena跑車時發生車禍，並引發哄動一時的頂包案。
過去就有多次交通意外發生於霆鋒彎，大部份都是涉及高級、高性能跑車、轎車、電單車。另一方面，由於該處轉彎後為一段斜而闊之上斜路，不少駕駛愛好者都愛趁深夜少車時以高速入彎之後加速上斜，以表現其車之性能

## 流行文化
- 紅棉路上，由香港流行音樂歌手梁詠琪主唱，Eric Kwok作曲，林若寧填詞，收錄於BeSide Me專輯，以紅棉借代愛情及婚姻。[3]

## 外部連結
维基共享资源上的相關多媒體資源：紅棉路